# Македонский дени
Дени (макед. дени) — разменная денежная единица Северной Македонии (1⁄100 македонского денара). В виде монет номиналом 50 дени выпущена в обращение 10 мая 1993 года в результате деноминации денара, произведённой 5 мая того же года. Название предположительно происходит от наименования македонской валюты во множественном числе — макед. денари, которое в свою очередь образовано от древнеримского денария.
26 апреля 2012 года Народный банк Республики Македония объявил об изъятии из обращения монет в дени. С 1 января 2013 года монеты утратили силу законного платёжного средства. До 31 марта 2013 года монеты принимались к обмену всеми банками Македонии, с 1 апреля того же года монеты принимаются к обмену Народным банком Республики Македония, срок окончания обмена не установлен.

## Монеты[4]
| Номинал | Год  | Металл                     | Диаметр (мм) | Вес (г) | Толщина (мм) | Гурт    | Аверс                     | Реверс                                         | Изображение | Монетный двор    | Дата изъятия |
| ------- | ---- | -------------------------- | ------------ | ------- | ------------ | ------- | ------------------------- | ---------------------------------------------- | ----------- | ---------------- | ------------ |
| 50 дени | 1993 | Латунь (медь/цинк 850/150) | 21,50        | 4,10    | 1,6          | гладкий | РЕПУБЛИКА МАКЕДОНИJА 1993 | 50 дени, озёрная чайка (лат. Larus ridibundus) |             | Сувенир, Самоков | 31.12.2012   |